# Aeroportul Giyani
Aeroportul Giyani (IATA: GIY, ICAO: FAGI) este un aeroport din Africa de Sud.
aeroportul dispune de o singură pistă.